# 中華民國海軍白色恐怖事件
中華民國海軍白色恐怖事件，指1949－1954年發生於中華民國海軍內部的白色恐怖事件。時任中華民國海軍總司令桂永清中將下令拘捕一千多名海軍官兵，進行思想改造及拘禁迫害。多位日後中華民國國軍重要將領，如參謀總長劉和謙、海軍官校校長鄭本基、海軍副總司令羅錡、海軍少將朱成祥、海軍中將秦慶華、國防部常務次長區之驥等人，都曾是受害者。此事件是由於1949年大陸淪陷前後重慶艦、長治艦等海軍共81艘艦艇與3,400餘名官兵叛逃，因而整肅海軍內部以魏濟民的閩系海軍為首之疑似親共人員。
據中華民國海軍總司令部的統計，至少有1,196海軍官兵因此事遭受拘禁，失蹤及遭處死人數無法統計。因為中華民國國防部聲稱此事缺少證據，歷史資料也遭意外燒燬，無法證明曾有大規模屠殺與非法監禁，日後聲請冤獄賠償案多數遭法院駁回，中華民國政府也尚未就此事進行正式調查與平反。

## 簡述

### 前奏
1947年3月19日的深夜，海军刚从英国接回的1,350噸驅潛砲舰“伏波”号，在湄州灣口外的烏坵嶼燈塔東南方向遇到轮船招商局的一艘货轮“海闽”号。當時“海閩”輪北上，“伏波”號南下。按照海上避碰規則，“伏波”號應該讓路。但是，軍艦不但不讓行，反而強行搶頭橫越。結果“海閩”號攔腰撞上了“伏波”號。“伏波”號一下子進水沉沒，全艦只有上尉轮机长焦德孝一人获救幸免，其余133名官兵全部葬身海底（包含海军学校派舰见习的士官生18人）。事后，招商局決定將“海閩”改名為“海遼”。“海閩”原船长被撤职查办。“海遼”号货轮于1949年9月在船长方枕流率领下由香港驶出绕道西太平洋北上驶往大连投奔中國共產黨，成为第二套人民币五分纸币正面的海轮图样。
由于“伏波”号军舰的官兵是刚刚从英国接受严格接舰训练的海军菁英，回国才几个月，肇此巨祸。上海各大报纸纷纷报道，上海基地司令方莹少将（闽侯籍）对新闻记者说：“伏波”号军舰舰长原为柳鹤图，福建人，马尾海军学校毕业，率舰回国后即被桂永清解职，“伏波”号全舰官兵也被调换将近三分之二。副舰长姜瑜，电雷学校第一期毕业生，是当初中央军校第八期中选拔出来的18名学生之一，升任“一把手”的舰长。海军与陆军不同：陆军的部队副职直接接任正职是很正常的事；而海军的舰长与副舰长之间有一大段的距离，按海军惯例，除非有特殊原因，艦长概由“次級艦艦長”升任，海军中多位将领曾事先向桂永清提出諫言，但桂永清不納，以致造成这次遭到国际耻笑的海难事故。
方莹少将这番公开言论，桂永清大怒。对海军中闽系官兵开展大規模整肅，搞得海军人心惶惶，海军菁英们纷纷众叛亲离，1949年发生了几千海军官兵连同几十艘舰船“投向”了中共。桂永清只好厉行军法，不惜株连無辜，来向上峰交差。

### 事件發生
第二次國共內戰期間的1949年，先有海軍重慶號巡洋艦（艦長鄧兆祥）投共遭炸沉，長治艦遭水兵奪艦等，陸續自中華民國海軍叛變，加入中國共產黨（中華人民共和國於同年10月1日成立）。另有美頌軍艦自香港叛變遭奪回，載運黃金的崑崙艦長沈彝懋預謀叛變，果敢艦、泰安艦等二十餘起大大小小投共案件，一時之間海軍戰力折損大半。
桂永清認定海軍中的閩系成員，對中國國民黨的忠誠皆有問題，於是逮捕拘禁官兵。出身福建省的海軍官兵，不分軍階，人人自危。5月，針對馬尾海軍學校出身的海軍軍官學校校長魏濟民及海軍官校36、37、38年班進行整肅，許多人因不明原因遭處死，或從此下落不明。根據作家余杰的見證者訪談回憶錄指出，當年甚至有人被以麻袋捆綁後直接投海。马尾海军学校最后两届毕业生，共三个班，两个航海班，一个轮机班，全部士官生都被投进了监狱；在厦门撤退时，不少人在禾山海滩被“倒栽葱”，即将人插進海滩上的淤泥中，这是桂永清在海军中发明的一种处决犯人的新招；又在台湾海峡将一批人装袋沉人海底；其余活口都被带到台湾，长年关在当年日军在凤山留下的专关犯人的山洞里。
1949年7月，在鳳山工協新村成立鳳山招待所，用以拘禁相關官兵。1950年，在員林鎮成立反共先鋒訓練營，由少將阮成章指揮台灣工作隊，對有嫌疑的海軍官兵進行思想改造。
倖存者胡子丹說，期間有兩位陸軍官長董行健和黃開元，利用家屬急切心理，犯下索賄或姦淫「來賓」妻女等惡行，後被處決。（查董為利用職權累犯貪污執行死刑，黃後為共同殺人案執行死刑。）

## 相關案件

### 咸寧艦案
咸寧艦原是1928年中華民國國造的第一艘軍艦，然而在抗戰初期即沉入江中。抗戰勝利後國府將俘虜的日艦興津號更名為咸寧艦，第二次國共內戰時，以劉鑄九為主，預謀將咸寧艦駛往上海。本案受牽連判死刑者有劉鑄九、邵聰官、蔡松濤、王憶雲、林祥平、張天福等共六人。

### 美頌艦案
美頌艦為國民政府二戰後接收美軍之17艘美軍中型登陸艦之一。1946年開始該批登陸艦陸續自青島、香港、廣州等地接收，1949年美頌艦從廣州駛往台灣途中，在香港海域艦長毛卻非叛變欲將船駛往由中國共產黨控制的大陸地區，結果遭到艦上官兵制服，移送左營審判，結果毛卻非、張紀君於高雄桃仔園碼頭槍決。

### 崑崙艦案
崑崙軍艦中校艦長沈彝懋召集船員於吳淞口外揚子江討論是否叛逃，後與其子沈勳同案遭判死刑槍決。

### 海軍聯榮艦賈毓良等投共案
聯榮艦係二戰後自美軍接收之軍艦，在萬山海戰時該艦陳志遠等中共情報部派駐香港人員將軍艦駛往中國共產黨控制的大陸地區，國府將留於海軍之該艦官兵譚浩、劉文俊、毛仲羲、王玉祺與同在萬山海戰中俘虜之桂山艦投共官兵賈毓良、成章、林善標、唐興瑞關押審判，其中投共官兵賈毓良、成章、林善標、唐興瑞死刑槍決，王玉祺等則遭判10年至20年不等刑期，其中王玉祺於綠島新生訓導隊自殺，葬於綠島。

### 永昌軍艦案（陳明誠、胡子丹、李鵬、王永久、鄔益昆等案）
永昌艦電訊上士胡子丹，由於寄送家書被認為有通匪之嫌而遭判刑10年，相關案件涉及陳明誠、胡子丹兩人皆遭判十年以上徒刑。

### 永脩軍艦案
永脩軍艦雷達下士鄭龍華告知吳金良、鄧華勝想回家（大陸），後鄭龍華疑似自殺身亡，吳金良、鄧華勝卻因知匪不報遭到判刑12年，另牽連者有李其昌、林彬藩、周長海、張玉、周明鐸、任文彬等雖無罪，卻也遭到管訓。

### 鮑一民等叛亂案
中共華東中央局常委、工委书记劉长勝派遣之諜報人員，陸續潛伏至海軍擔任各艦官兵，計有白雲鵬、張余安、劉天照、鮑一民、邵華章、裘錫三共六人遭判死刑槍決。

### 海軍秘密處決案
依據國家檔案局編號503185文件顯示，海軍總司令桂永清於1951年將涉及咸寧艦案、重慶艦案、永康軍艦、信陽軍艦、永清軍艦、29號軍艦等案，鄭平、岳誠、曲修奎、龍啟浩、孫玉珍、吳貫三、劉鑄九、王江水、劉柏銘、麥煥坤、馬淑清、方志澄、方志剛、倪穎、謝志庭共十五人，呈請總統蔣介石裁示秘密處決，其中倪穎、方志澄、方志剛為自首者，為自新後處決。

## 囚禁單位
海軍船艦與官兵叛逃加入共產黨，造成海軍有形戰力損失與心理震撼，與重慶艦艦長鄧兆祥有牽連的海軍官兵，不論前後期學長學弟，或學生或曾為下屬，只要有略有牽連，即大肆逮捕。
桂永清原為陸軍中將，空降至海軍，領導統馭作風與海軍傳統文化迥異，因桂永清在海軍內並無自己人馬或親信，故找來原屬胡宗南系統（黃埔軍校第七分校，位於西安王曲）的陸軍將領大舉重建海軍陸戰隊，魏濟民即係被誘騙至上海開會，實則送至周雨寰的海軍陸戰隊處拘禁。
據倖存者之一秦慶華將軍所言，原本桂永清要將涉案人等帶到江南造船廠船塢集體炸死，後因蔣經國建言海軍是專業軍種，人才培養不易，可經思想改造利用之，因而不少海軍軍官逃過死劫。
為了拘留遭逮捕的海軍官兵，便以「集訓」、「訓練」、「招待」的名義而臨時創設了集訓隊或訓練營或招待所，一方面也可掩人耳目。
據海軍總司令部的報告顯示，相關資料在多年前一場大火便已焚毀，如今要取得直接證據相當困難。

### 陸戰集訓隊
陸戰集訓隊或稱海軍管訓隊。陸戰集訓隊隨著國共內戰戰事演變而遷動，根據倖存者訪談說法，當時陸戰隊師、旅、團級均設有集訓隊。
目前已知的集訓隊拘禁地點有吳淞口（隨艦）、復興島（位於上海）、青島、廈門、定海（今舟山市）海軍看守所、馬公孔廟陸戰隊、澎湖測天島海軍油庫、南投縣名間鄉東湖村陸戰隊等。

### 鳳山招待所
該單位之全名為「海軍總部鳳山來賓招待所」（詳見原日本海軍鳳山無線電信所），所長為劉侑。後來，該單位改名為「海軍訓導中心」，再改為海軍明德班，其所在建物於明德班裁撤後閒置多年，經整理方開放外界參觀。2016年3月6日，該建物曾因不明原因起火並嚴重毀損。

### 反共先鋒營
全名為「海軍反共先鋒訓練營」，初設左營，後改至南投、彰化縣員林市國小舊址（今改建為國宅）等地，入營者稱為「學兵」，受感化教育，入營者必須刺上「反共抗俄」、「殺朱（朱德）拔毛（毛澤東）」等刺青，不知情的人以為是愛國的表現，實則為避免離營者偷偷返回中國大陸。

### 左營大路三樓冰茶室
全名為「海軍總部情報處臺灣工作隊」，為自中國大陸押運至台的閩系海軍官兵初步拘禁之場所，地下室當年為刑求處。

## 受害名單
劉和謙、鄭天杰、趙梅卿、曾耀華、陳在和、邱仲明、劉定邦、趙以輝、莊懷遠、胡亦澄、江濟生、李仕材、方振、俞信、官明、俞平、林密、王良弼、周正先、雷樹昌、秦慶華、萬鴻源、邱奇、羅錡、秦和之、曾國騏、區小驥、朱成祥、胡繼初、范家槐、馮國輔、朱德穩、查大根、倪其祥、鄭本基、朱國樞、蕭兆彬、吳人端、儲壽鵷、潘續韜、莫餘襟、杜世鴻、鄭有年、趙令熙、王家驤、聶顯堯、張俊民、葉元達、萬從善、江宗鏘、林大湘、徐鐘豪、宋開智、吳樹侃、胡子丹、 譚乃盛、陳靖一、潘建南、龐連章、李龍之、賈華昌、鄧嘯風、羅榮華、李昌觀、馬建新、潘鐘南、張秀山、金志祥。

## 背景分析
此項清洗案為蔣介石的中國國民黨在中國大陸被擊敗後撤退至台灣，為了鞏固統治避免共產黨或是其他勢力擴散至台灣而進行的諸多整肅行動之一，其他的冤獄案件還有澎湖七一三事件。（見台灣白色恐怖時期）

## 刑場
當時海軍有許多未經司法審判即行刑的處所：
- 陸戰隊左營忠誠營區（現為指揮部）
- 左營桃子園碼頭
- 大埤湖陸戰隊跑馬地營區（現為風景區）